# Steadman Fagoth
Steadman Fagoth Müller (5 de agosto de 1953, Puerto Cabezas, Nicaragua) es un político nicaragüense y líder del movimiento indígena miskito. Participó activamente en la guerra civil contra el gobierno del Frente Sandinista de Liberación Nacional (FSLN) y organizador de la Contra indígena como jefe de las organizaciones MISURA, KISAN y YATAMA. En la posguerra se reconcilió con el FSLN. En la década de 1990 fue gobernador de la región de la RAAN y diputado de la Asamblea Nacional de Nicaragua. De 2007 a 2014 fue presidente del Instituto Nicaragüense de Pesca y Acuicultura (Inpesca), especializado en biología marina.

## Entre somosismo y sandinismo
Fagoth nació en Puerto Cabezas, en el entonces departamento de Zelaya (actuales Regiones Autónomas de la Costa Caribe Norte y Sur), territorio tradicional de los indios miskitos nicaragüenses. La familia era de origen étnico mixto miskito-alemán. Estudió biología marina en la Universidad Nacional Autónoma de Nicaragua (UNAN). Publicó varios artículos científicos sobre la ecología de las aguas costeras de Nicaragua.
Durante el régimen de Anastasio Somoza Debayle, Steadman Fagoth participó en actividades sociales y fue miembro de la organización indígena ALPROMISU. Según algunas declaraciones, era el principal agente del gobierno entre los miskitos. A pesar de esto, Fagoth inicialmente apoyó la Revolución Sandinista y se unió al FSLN. Poseía el mismo estatus de gobierno que bajo Somoza. Sin embargo, rápidamente entró en conflicto con la dirección sandinista, porque no aprobaba la política de unificación orientada hacia los miskitos.
En febrero de 1981 se produjeron disturbios antigubernamentales en Puerto Cabezas. Steadman Fagoth fue arrestado por la seguridad del estado sandinista y encarcelado acusado de colaborar con el régimen de Somoza. Pronto fue liberado bajo la condición de cooperar con el FSLN, tras lo cual huyó a Honduras.

## En la dirección de los contras indígenas
Steadman Fagoth formó la organización MISURA y las fuerzas armadas del Frente Atlántico a partir de indios antisandinistas. Bajo su liderazgo, se lanzó una lucha armada contra el gobierno del FSLN en las regiones indias. En 1985 se crea la organización KISAN sobre la base de MISURA, la cual se suma a la Oposición Unida Nicaragüense. Fagoth abogó por la cooperación político-militar con otras estructuras de la Contra, principalmente con la Fuerza Democrática Nicaragüense (FDN). En 1985, Fagoth publicó un trabajo fundamental, Autonomía regional miskita.
El movimiento indígena de la Contra no estaba unido. Durante todo el período de la guerra civil, hubo una lucha por el liderazgo entre Steadman Fagoth y Brooklyn Rivera, quien encabezaba la organización MISURASATA. El estilo de liderazgo de Fagoth (métodos duros de reclutamiento, comportamiento criminal y conflictos con las autoridades hondureñas) provocó un fuerte descontento y fuertes protestas. Las tensiones entre el líder y sus oponentes llegaron al punto de amenazas mutuas de muerte. Al mismo tiempo, Fagoth no logró éxitos militares serios y transfirió la responsabilidad de ello a los líderes de la FDN Adolfo Calero y Enrique Bermúdez Varela.
En 1985 el gobierno de Nicaragua solicitó al de Honduras la extradición de Fagoth pero fue ignorada. A principios de 1986, un grupo de comandantes de KISAN destituyó a Steadman Fagoth. Tuvo que salir de Honduras rumbo a Estados Unidos por más de un año. Después de su regreso, la mayoría de los activistas miskitos percibieron a Fagoth y sus partidarios como criaturas de la CIA. KISAN estaba liderado por Wycliffe Diego, cuya posición era cercana a Brooklyn Rivera.
En 1987, KISAN se fusionó con MISURASATA para formar el movimiento YATAMA bajo el liderazgo de Brooklyn Rivera. Fagoth se vio obligado a aceptar la nueva relación y unirse a YATAMA. Como uno de los líderes del ala indígena de los Contras, Fagoth pertenecía a la dirección de la coalición de la Resistencia Nicaragüense.
El 2 de febrero de 1988, Brooklyn Rivera, en representación de YATAMA, firmó un acuerdo de paz con el gobierno de Managua. El 23 de marzo de 1988 se firmó el Acuerdo de Sapoá sobre un acuerdo nacional. Los líderes de la Contra, incluido Steadman Fagoth, regresaron a Nicaragua.

## En los gobiernos de la posguerra
El 25 de febrero de 1990 el FSLN fue derrotado en elecciones libres. El régimen político en Nicaragua cambió dramáticamente, a pesar de que los sandinistas conservaron cargos claves en el aparato gubernamental, especialmente en las fuerzas de seguridad.
En 1994-1996, Steadman Fagoth fue diputado del consejo regional, en 1996-1998, gobernador de la RAAN. En las elecciones de 1996, Fagoth fue elegido miembro de la Asamblea Nacional por el Partido Liberal Constitucionalista (PLC) de Arnoldo Alemán, y permaneció como diputado hasta 2002. Se ocupó de los problemas de los pueblos indígenas, las autonomías regionales de la costa Caribe y la ecología.

## Relaciones con el FSLN
Steadman Fagoth pertenece a esa parte de los veteranos del movimiento Contra que aceptaron la reconciliación y la cooperación con los sandinistas. En 2007, el presidente electo de Nicaragua, Daniel Ortega, nombró a Fagoth presidente del Instituto Nicaragüense de Pesca y Acuicultura (INPESCA). La relación entre Fagoth y Ortega se consideraba una simpatía mutua de larga data.
En agosto de 2014, el presidente Ortega destituyó a Steadman Fagoth del cargo de presidente del INPESCA. Los motivos oficiales no fueron revelados. Fagoth aprobó esta decisión y anunció que tenía otros planes de negocios. Sin embargo, según algunos expertos, las razones fueron la corrupción y el favoritismo practicado por Fagoth, la concesión de importantes preferencias a las empresas pesqueras miskitas sobre otras estructuras empresariales.
Continúa la competencia política entre Fagoth y Rivera por el liderazgo entre los miskitos.
El 14 de septiembre de 2024 fue detenido por hacer críticas al gobierno y sus bienes fueron confiscados.